# Lumiei
Il Lumiei è un torrente della Carnia occidentale (Friuli-Venezia Giulia) che scende dall'omonima valle, nota anche come vallata di Sauris, prendendo origine dalla Sella di Rioda, formando poi il lago artificiale di Sauris e confluendo dopo circa 1300 m di dislivello e 20 km nel fondovalle di Ampezzo (Alta Val Tagliamento) e l'omonimo alto bacino idrografico montano.